# هارييت كينغ (شاعرة)
هارييت كينغ (بالإنجليزية: Harriet King)‏ (1840 - 1920)؛ كاتِبة وشاعرة بريطانية.